# 廣慈/奉天宮站
廣慈/奉天宮站位於台北市信義區東部的「中坡」地區，為台北捷運淡水信義線（信義線東延段）興建中的捷運車站。

## 車站概要
車站位於福德街89巷至137巷間，是象山站尾軌東端以高運量地下方案向東延伸台北市中坡地區中坡里與大仁里交界處，車站上方為廣慈博愛園區（原廣慈博愛院），車站出入口將設於園區行政大樓與衛福大樓。預計在2025年12月完工，2026年第一季通車營運，為台北捷運現行高運量路線最後一站，車站編號為R01，營運模式為「淡水－廣慈/奉天宮」。

## 車站構造
本站為地下三層島式月台車站，長度約213.9公尺，寬度約16.55公尺，設置2座出入口、2座無障礙電梯及6座通風井。

### 車站樓層
| 地面      | 出入口                 | 出入口                                        |
| 地下 一樓 | 大廳層                 | 車站大廳、詢問處、自動售票機、驗票閘門        |
| 地下 一樓 | 大廳層                 | 洗手間                                        |
| 地下 三樓 | 一月台                 | ← 淡水信義線 駛往淡水／北投方向（R02 象山站） |
| 地下 三樓 | 島式月台，左／右側開門 |                                               |
| 地下 三樓 | 二月台                 | ← 淡水信義線 駛往淡水／北投方向（R02 象山站） |

## 車站周邊
| - 信義區行政中心 - 臺北市廣慈親子館 - 財政部臺北國稅局信義分局 - 松山奉天宮 - 松山慈惠堂 - 虎山親山步道 - 瑠公國中 - 福德國小 - 松山家商 - 臺北市公共自行車租賃系統 - 松山家商 - 福德公園 - 永春高中 | - 天公廟市場 - 福德公園 - 玉成公園 - 四獸山風景區 - 福德市場 - 百福公園 |

## 公車資訊
| 編號       | 經營業者   | 區間                                 | 備註                                     |
| ---------- | ---------- | ------------------------------------ | ---------------------------------------- |
| 46         | 大都會客運 | 松德站－圓環                         | 停站位置：松友新村、信義行政中心(奉天宮) |
| 88         | 大有巴士   | 重陽路－臺北車站                     | 停站位置：松友新村、信義行政中心(奉天宮) |
| 88區間車   | 大有巴士   | 南港花園社區－臺北車站               | 停站位置：松友新村、信義行政中心(奉天宮) |
| 207        | 東南客運   | 內湖－捷運南勢角站                   | 停站位置：松友新村、信義行政中心(奉天宮) |
| 257        | 大有巴士   | 行政院新莊聯合辦公大樓－南港花園社區 | 停站位置：松友新村、信義行政中心(奉天宮) |
| 286        | 大都會客運 | 福德街－松山車站                     | 停站位置：松友新村、信義行政中心(奉天宮) |
| 286副線    | 大都會客運 | 福德街－行天宮                       | 停站位置：松友新村、信義行政中心(奉天宮) |
| 仁愛幹線   | 臺北客運   | 五福新村－南港花園社區               | 停站位置：松友新村、信義行政中心(奉天宮) |
| 信義幹線   | 首都客運   | 捷運昆陽站－臺北車站                 | 停站位置：松友新村、信義行政中心(奉天宮) |
| 藍10       | 首都客運   | 民生社區－南港花園社區               | 停站位置：松友新村、信義行政中心(奉天宮) |
| 市民小巴17 | 大都會客運 | 吳興街－松山車站                     | 停站位置：松友新村、信義行政中心(奉天宮) |

## 歷史
- 1993年：地質調查發現，原訂為終點站址的廣慈博愛院前，其周邊屬於台北斷層；故將終點站改規劃至中強公園。但921大地震後，經濟部中央地質調查所重新調查，評估台北斷層已經非活動性斷層。[5]
- 2005年8月：完成信義線向東延規劃後，提報審議。
- 2009年12月23日：信義線規劃案通過行政院經濟建設委員會審議，接續象山站向東延伸，於信義路六段在26巷至76巷間增設R04站，最後在廣慈博愛園區前福德街增設R03車站，共設2座地下車站；並在R03車站後沿福德街、大道路口、中坡南路至玉成公園止，設置儲車尾軌。但是臺北市政府捷運工程局於2015年3月31日決定廢止R04站的設站計劃[6]。
- 2012年3月28日：信義區公所召開車站命名會議，以中坡站、松山商職站、福德信義站等提報捷運工程局審議。
- 2016年6月1日：信義線東延段招標。[7]
- 2016年7月19日：信義線東延段由中華工程和大豐建設團隊得標，決標金額約48億2799萬元[8][9]。
- 2016年11月7日：信義線東延段工程正式動工。
- 2017年7月6日：臺北市政府捷運工程局車站命名會議之審議結果經臺北市政府核定，確定車站名稱為廣慈/奉天宮站[10]。

## 外部連結
- 臺北大眾捷運股份有限公司 （页面存档备份，存于）
- 臺北市政府捷運工程局 （页面存档备份，存于）